# یحموره دو
یحموره دو، روستایی از توابع بخش شادروان شهرستان شوشتر در استان خوزستان ایران است.

## جمعیت
این روستا در دهستان شعیبیه غربی قرار دارد و براساس سرشماری مرکز آمار ایران در سال ۱۳۸۵، جمعیت آن ۱۴۲ نفر (۲۴خانوار) بوده‌است.